# Apocephalus nigricauda
Apocephalus nigricauda är en tvåvingeart som beskrevs av Brown 1997. Apocephalus nigricauda ingår i släktet Apocephalus och familjen puckelflugor. Inga underarter finns listade i Catalogue of Life.